# Chrysosoma grahami
Chrysosoma grahami är en tvåvingeart som beskrevs av Octave Parent 1939. Chrysosoma grahami ingår i släktet Chrysosoma och familjen styltflugor.
Artens utbredningsområde är Ghana. Inga underarter finns listade i Catalogue of Life.